# Vellerot-lès-Vercel
Vellerot-lès-Vercel est une commune française située dans le département du Doubs, la région culturelle et historique de Franche-Comté et la région administrative Bourgogne-Franche-Comté.
Les habitants de Vellerot-lès-Vercel sont appelés les Vellerot.

## Géographie

### Géographie physique
Vellerot-lès-Vercel se trouve dans le massif du Jura, à 625 m d'altitude et à 32 km à vol d'oiseau à l'est de Besançon. Le village s'étale sur le versant est d'une combe qui s'ouvre au nord en direction de Landresse.
La plus grande partie du territoire communal s'étend sur le plateau de Villers, à une altitude moyenne de 650 m. Il est occupé par des prés et des champs et s'incline progressivement vers le nord, en direction de la combe de Landresse, et vers l'ouest, en direction du bassin d'Orsans. Le plateau ne possède pas de cours d'eau, car l'eau des précipitations s'infiltre dans le sous-sol karstique. Le ruisseau de l'Étang du Vernois prend sa source au lieu-dit Colonveau, au nord-est du village et va se perdre dans un entonnoir proche de Salans. La butte de Plaimbois, point culminant de la commune (704 m), se trouve à quelques centaines de mètres au sud-ouest du village.

### Toponymie
Vallerot prez de Vercelz en 1424 ; Vellerot lez Vercel en 1574, 1614, 1671.

### Climat
Pour des articles plus généraux, voir Climat de la Bourgogne-Franche-Comté et Climat du Doubs.
En 2010, le climat de la commune est de type climat de montagne, selon une étude du Centre national de la recherche scientifique s'appuyant sur une série de données couvrant la période 1971-2000. En 2020, Météo-France publie une typologie des climats de la France métropolitaine dans laquelle la commune est dans une zone de transition entre le climat semi-continental et le climat de montagne et est dans la région climatique  Jura, caractérisée par une forte pluviométrie en toutes saisons (1 000 à 1 500 mm/an), des hivers rigoureux et un ensoleillement médiocre. 
Pour la période 1971-2000, la température annuelle moyenne est de 8,5 °C, avec une amplitude thermique annuelle de 16,9 °C. Le cumul annuel moyen de précipitations est de 1 325 mm, avec 12,8 jours de précipitations en janvier et 11 jours en juillet. Pour la période 1991-2020, la température moyenne annuelle observée sur la station météorologique de Météo-France la plus proche, « Pierrefontaine », sur la commune de Pierrefontaine-les-Varans à 8 km à vol d'oiseau, est de 8,8 °C et le cumul annuel moyen de précipitations est de 1 376,5 mm. 
La température maximale relevée sur cette station est de 39,3 °C, atteinte le 31 juillet 1983 ; la température minimale est de −31,9 °C, atteinte le 9 janvier 1985,,. 
Les paramètres climatiques de la commune ont été estimés pour le milieu du siècle (2041-2070) selon différents scénarios d'émission de gaz à effet de serre à partir des nouvelles projections climatiques de référence DRIAS-2020. Ils sont consultables sur un site dédié publié par Météo-France en novembre 2022.

## Urbanisme

### Typologie
Au 1er janvier 2024, Vellerot-lès-Vercel est catégorisée commune rurale à habitat très dispersé, selon la nouvelle grille communale de densité à 7 niveaux définie par l'Insee en 2022.
Elle est située hors unité urbaine et hors attraction des villes,.

### Occupation des sols
L'occupation des sols de la commune, telle qu'elle ressort de la base de données européenne d’occupation biophysique des sols Corine Land Cover (CLC), est marquée par l'importance des territoires agricoles (75,1 % en 2018), une proportion identique à celle de 1990 (75,1 %). La répartition détaillée en 2018 est la suivante : 
zones agricoles hétérogènes (73 %), forêts (24,9 %), prairies (2,1 %). L'évolution de l’occupation des sols de la commune et de ses infrastructures peut être observée sur les différentes représentations cartographiques du territoire : la carte de Cassini (XVIIIe siècle), la carte d'état-major (1820-1866) et les cartes ou photos aériennes de l'IGN pour la période actuelle (1950 à aujourd'hui).

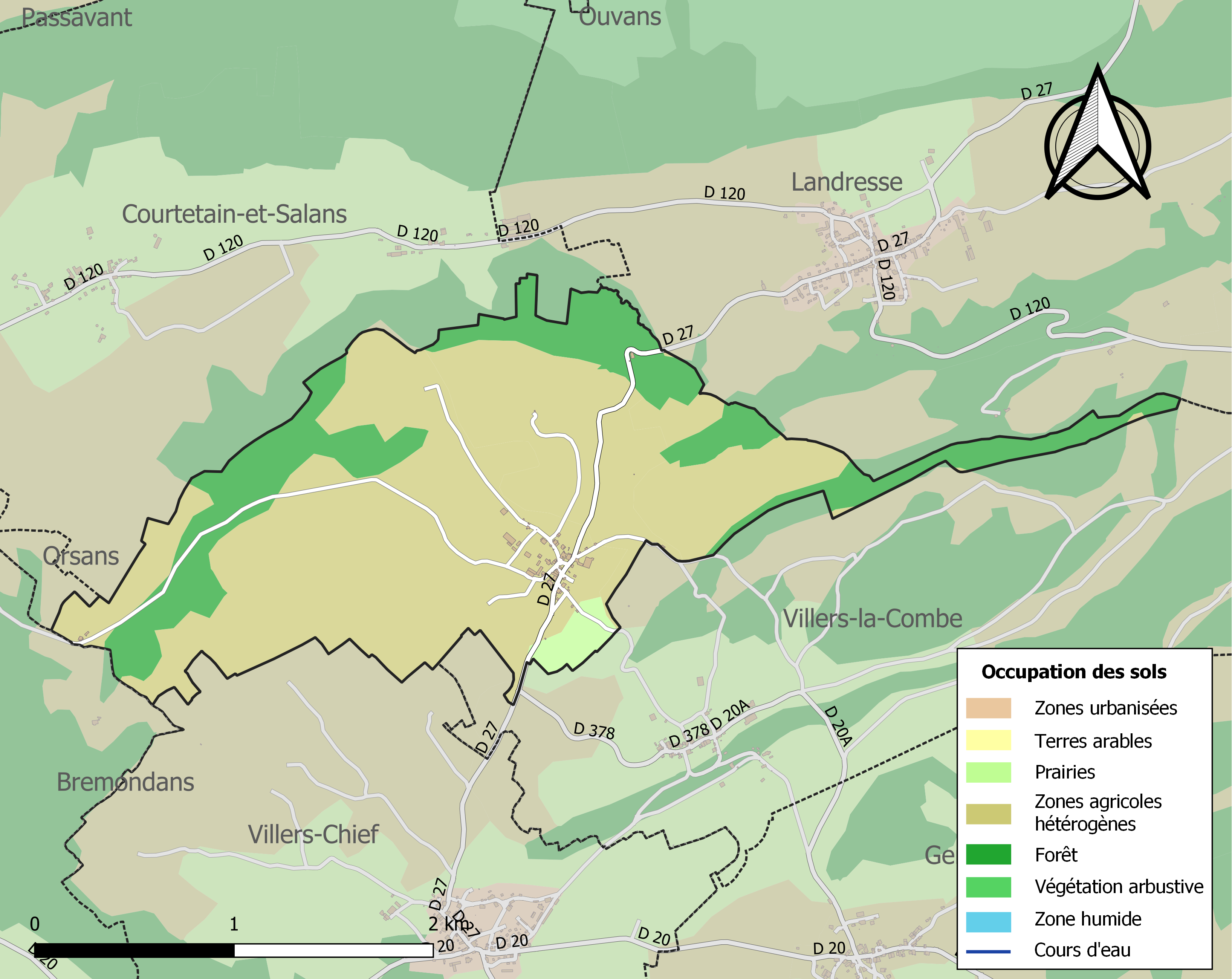
Carte des infrastructures et de l'occupation des sols de la commune en 2018 (CLC).

Il n'y a pas d'église, celle ci se trouve à Villers-la-Combe, au lieu-dit Mont de Villers.

## Histoire
Au Moyen Âge, Vellerot-lès-Vercel appartenait à la seigneurie de Passavant, qui relevait depuis le XIVe siècle des comtes de Montbéliard. Comme toute la Franche-Comté, le village est cédé à la France par le traité de Nimègue en 1678.

## Politique et administration
Vellerot les Vercel fait partie de la Communauté de communes des Portes du Haut-Doubs, qui est passée au 1er janvier 2009 de l'arrondissement de Besançon à celui de Pontarlier.
| Période                                  | Période  | Identité          | Étiquette | Qualité              |
| ---------------------------------------- | -------- | ----------------- | --------- | -------------------- |
| avant 1988                               | ?        | Auguste Vuillemin |           |                      |
| mars 2001                                | mai 2020 | Jean Paris        | DVD       | Agriculteur retraité |
| mai 2020                                 | En cours | Julie Huguenotte  |           | Professeur           |
| Les données manquantes sont à compléter. |          |                   |           |                      |

## Démographie
L'évolution du nombre d'habitants est connue à travers les recensements de la population effectués dans la commune depuis 1793. Pour les communes de moins de 10 000 habitants, une enquête de recensement portant sur toute la population est réalisée tous les cinq ans, les populations de référence des années intermédiaires étant quant à elles estimées par interpolation ou extrapolation. Pour la commune, le premier recensement exhaustif entrant dans le cadre du nouveau dispositif a été réalisé en 2006.

En 2022, la commune comptait 65 habitants, en stagnation par rapport à 2016 (Doubs : +1,88 %, France hors Mayotte : +2,11 %).
| 1793 | 1800 | 1806 | 1821 | 1831 | 1836 | 1841 | 1846 | 1851 |
| ---- | ---- | ---- | ---- | ---- | ---- | ---- | ---- | ---- |
| 212  | 212  | 218  | 192  | 185  | 196  | 192  | 179  | 194  |

| 1856 | 1861 | 1866 | 1872 | 1876 | 1881 | 1886 | 1891 | 1896 |
| ---- | ---- | ---- | ---- | ---- | ---- | ---- | ---- | ---- |
| 171  | 163  | 158  | 171  | 180  | 182  | 143  | 139  | 138  |

| 1901 | 1906 | 1911 | 1921 | 1926 | 1931 | 1936 | 1946 | 1954 |
| ---- | ---- | ---- | ---- | ---- | ---- | ---- | ---- | ---- |
| 114  | 107  | 109  | 127  | 124  | 104  | 101  | 98   | 96   |

| 1962 | 1968 | 1975 | 1982 | 1990 | 1999 | 2006 | 2011 | 2016 |
| ---- | ---- | ---- | ---- | ---- | ---- | ---- | ---- | ---- |
| 95   | 90   | 82   | 62   | 62   | 55   | 46   | 50   | 65   |

| 2021 | 2022 | - | - | - | - | - | - | - |
| ---- | ---- | - | - | - | - | - | - | - |
| 67   | 65   | - | - | - | - | - | - | - |

Vellerot-lès-Vercel compte parmi les plus petites communes du département du Doubs. Sa population n'a guère cessé de décroître depuis 1806, où l'on y recensait 218 habitants. Une reprise semble cependant s'amorcer depuis 2012. 

## Économie et infrastructure

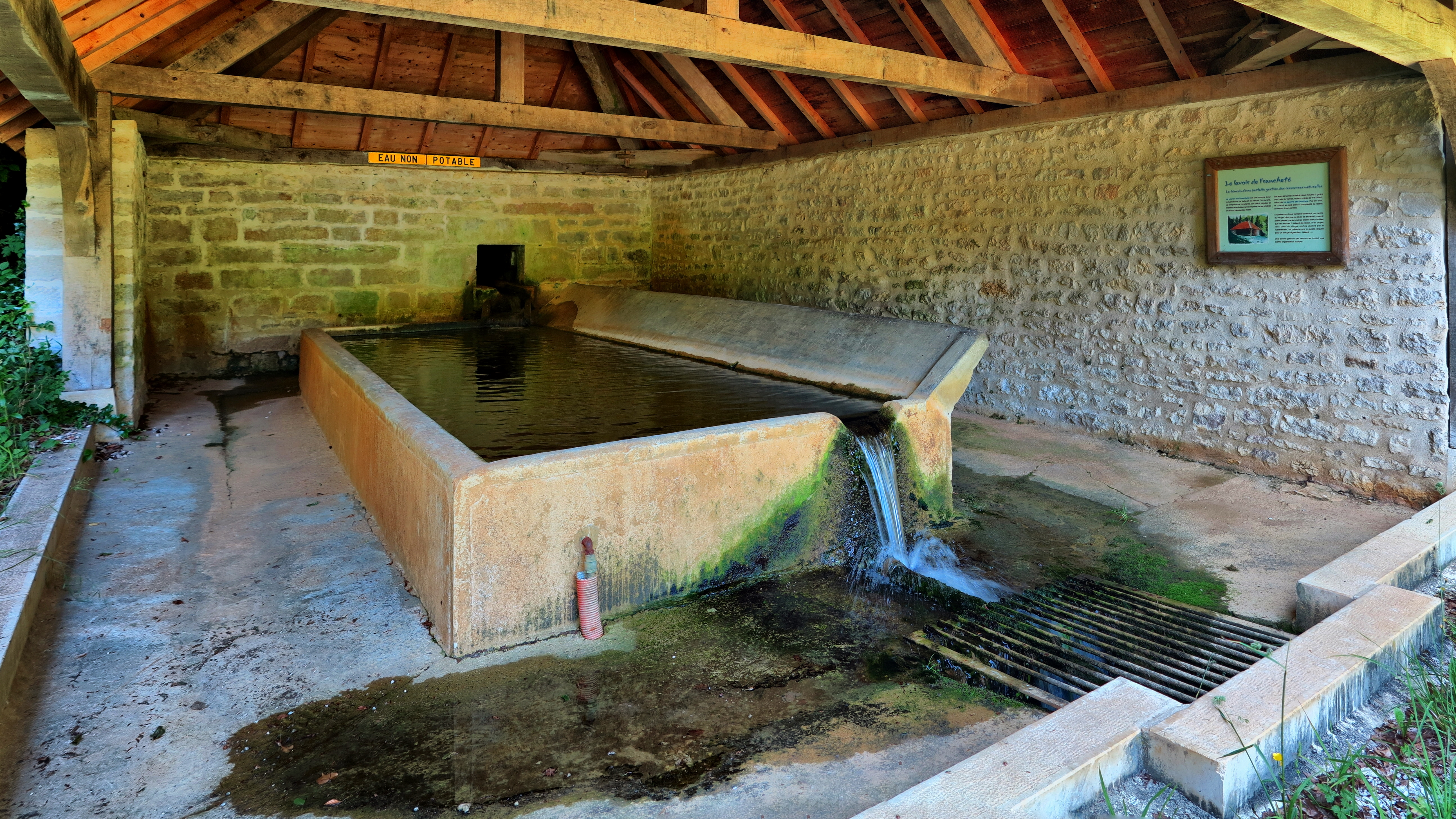
La fontaine-lavoir de Francheté.

Vellerot-lès-Vercel reste un village où prédomine l'agriculture (élevage, céréales). Les personnes actives en dehors du secteur primaire vont travailler dans les agglomérations plus importantes de la région.
Le village est à l'écart des grands axes routiers. La D 27 le relie à Clerval vers le nord (25 km) et à Vercel vers le sud-est (9 km).

## Lieux et monuments
- Fontaine Sous la Fosse (1829), au centre du village ;
- Fontaine-lavoir de Francheté, à 800 m au nord du village ;
- Ancien pressoir à pommes, au centre du village ;
- Chapelle-oratoire de 1798, en bas du village ;
- Moulin du Vernois, ferme ancienne, maison natale du Petit Gibus (La Guerre des boutons), sur la D 27, à mi-chemin entre Vellerot et Landresse.